# Carl-Erik Eriksson
För andra betydelser, se Karl-Erik Eriksson.
Carl-Erik "Jätten" Eriksson, folkbokförd som Karl Erik Mauritz Eriksson, född 20 maj 1930 i Stockholm, död 31 juli 2023 i Färingsö distrikt i Ekerö kommun, Stockholms län, var en svensk bobåkare. Han deltog i sex olympiska spel: OS 1964, 1968, 1972, 1976, 1980 och 1984. Hans bästa placering är en sjätteplats i fyrmansbob 1972. 
Han var den svenska OS-truppens fanbärare 1976, och den förste som deltog i sex olympiska spel i rad.
Eriksson tävlade i Sverige för Djurgårdens IF. 1965, 1966 och 1968 blev han svensk mästare i tvåmansbob tillsammans med Eric Wennberg. 1970 blev han på nytt svensk mästare i tvåmansbob tillsammans med Leif Johansson.